# Fontanna Herkulesa w Ołomuńcu
Fontanna Herkulesa (czes. Herkulova kašna) – zabytkowa fontanna znajdująca się na Górnym Rynku (czes. Horní náměstí) w mieście Ołomuniec w Czechach. Druga najstarsza z zespołu siedmiu barokowych ołomunieckich fontann.

## Historia
Powstała w 1687 r. Składa się z kamiennej podmurówki (liczącej ze względu na pochyłość terenu od 2 do 3 stopni), kamiennego basenu na planie barokowo rozbudowanego wielokąta oraz wieńczącej go kompozycji rzeźbiarskiej. Autorem tej kompozycji był artysta ze Znojma Michael Mandík. Fontanna stała pierwotnie u północno-zachodniego narożnika ratusza. 
W obecne miejsce (na wysokości frontu ratusza) została przeniesiona w roku 1716 w związku z rozpoczęciem budowy kolumny Trójcy Świętej.

## Opis
Rzeźba przedstawia ponadludzkiej wielkości postać antycznego, mitycznego herosa Herkulesa, ustawioną na czworokątnym postumencie pośrodku basenu. Herkules na lewej ręce trzyma symbol miasta występujący w jego herbie – orlicę pokrytą szachowanym wzorem. Chroni ją przed siedmiogłową Hydrą, którą gromi maczugą trzymaną w prawej ręce. Z paszczy Hydry ciekną strumienie wody. Na ciele potwora artysta umieścił swą sygnaturę: „Mandik“.